# Eccrita ludicra
Eccrita ludicra är en fjärilsart som beskrevs av Jacob Hübner 1789. Eccrita ludicra ingår i släktet Eccrita och familjen nattflyn. Inga underarter finns listade i Catalogue of Life.